# Баку эшчесе
Baku eşcese (Бакинский рабочий) — еженедельная республиканская общественно-политическая газета на татарском языке, издававшаяся в Азербайджанской ССР. Была печатным органом обкома ЦК КП(б) Азербайджана.
Газета предназначалась для татарских рабочих, трудившихся на нефтяных промыслах Баку. На страницах газеты освещались вопросы индустриализации, ликвидации неграмотности и др.
Издание газеты началось 28 апреля 1930 года. 11 марта 1938 года издание было прекращено. За годы существования газеты вышло 822 номера.